# French-German based Battlegroup
French-German based Battlegroup var en av EU:s två aktiva snabbinsatsstyrkor och bestod av förband från Frankrike, Tyskland, Belgien, Luxemburg och Spanien. Styrkan avlöste Nordic Battlegroup 08 och kom att ligga i beredskap under perioden juli-december 2008, parallellt med en snabbinsatsstyrka ledd av Storbritannien (British Battlegroup). Dessa två grupper blev avlösta av Tjeckien och Slovakien (Czech-Slovak Battlegroup). 
French-German based Battlegroups högkvarter (Operational HQ) var placerad i Paris, men leddes av Tyskland.